# Dave Allen

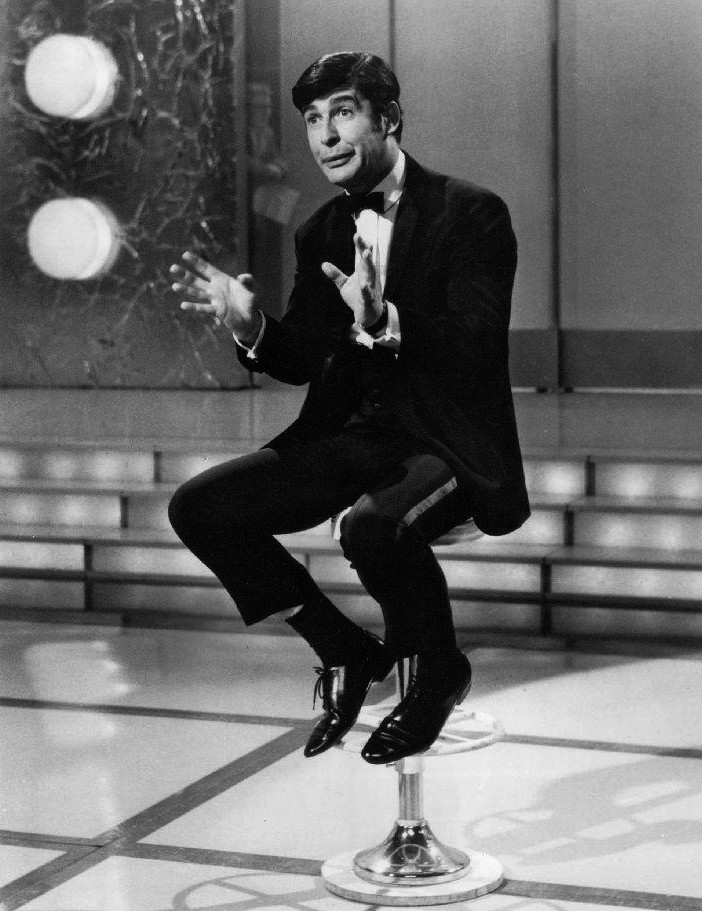
Dave Allen (1968)

Dave Allen (eigentlicher Name David Tynan O’Mahony; * 6. Juli 1936 bei Dublin; † 10. März 2005 in London) war ein irischer Komiker.
Er war in den 1960er- und 1970er-Jahren vor allem im Vereinigten Königreich, in Australien und Kanada bekannt, dank Wiederholungen seiner Shows im öffentlichen Fernsehen dann auch in den USA. Nach einer vierjährigen Absenz im Fernsehen ab 1986 erlebte seine Karriere 1990 ein Comeback. Einige Sendungen wurden auch in Deutschland vom WDR und in der Schweiz ausgestrahlt, so dass sich auch in diesen Ländern eine kleine Fangemeinde bildete. In der deutschen Synchronisation wurde er vom Berliner Schauspieler Joachim Kemmer gesprochen.
Typisch für Allens Shows war sein entspannter Stil: Er saß auf der Bühne auf einem Barhocker, gelegentlich an einem Glas nippend. Die Leute ließ er im Glauben, es enthalte Whisky, in Tat und Wahrheit war es aber lediglich Ginger Ale mit Eis. In seinen früheren Shows rauchte er dazu auch noch. Zwischen seinen Monologen spielte er von ihm äußerst sorgfältig ausgearbeitete Sketches ein.
Allen durchlief eine aus seiner Sicht zu rigide katholische Erziehung, womit er später seine Abneigung gegen alles Religiöse begründete. Einer seiner legendären witzigen Aussprüche ist: „Ich bin Atheist, Gott sei Dank!“ In seinen Shows verspottete er regelmäßig religiöse Riten und Autoritäten, womit er immer wieder den Zorn konservativer Kräfte auf sich zog. 1977 etablierte das staatliche irische Fernsehen RTÉ einen De-facto-Boykott Allens, nachdem einer seiner Sketches den von ihm selbst gespielten Papst und seine Kardinäle gezeigt hatte, die auf der Treppe der Peterskirche im Stile einer Pariser Striptease-Revue tanzten.
In den Shows ab 1990 führte darüber hinaus seine nun äußerst rüde Sprache zu heftigen Kontroversen, die im Januar 1990 sogar für eine Debatte im britischen Unterhaus sorgten. Trotzdem beschreiben Freunde und Kollegen wie etwa der Vaudeville-Star Sophie Tucker ihn als umgänglichen, liebenswürdigen Menschen, umgeben von charismatischem Charme und einer heiteren Melancholie.
Seine übrigen Themen waren aus dem Leben gegriffene Szenen, wie etwa das Anstehen am Postschalter, die Ansagen im Flugzeug, die Expresskasse im Supermarkt, aber auch die Eigenheiten der englischen Sprache usw.
Seine Shows beendete Allen immer, indem er sein Glas hob und seinem Publikum mit den Worten zuprostete: „Gute Nacht, danke und sei euer Gott mit euch“, ein legendäres Schlusswort, das seinen liebenswürdigen Stil kennzeichnete.
Allen durchforstete täglich mehrere Zeitungen und machte sich Notizen für Ideen, die er dann in seinen Shows entwickelte. Sein Stil und seine Technik hatten einen großen Einfluss auf viele junge Komiker im Vereinigten Königreich.

## Biographie
Dave Allen wurde am 6. Juli 1936 als David O’Mahoney in Firhouse im damaligen irischen County Dublin als Sohn von Cully Tynan O’Mahony, leitendem Redakteur der Irish Times, und einer englischen Mutter geboren. Er absolvierte die Sekundarschulen von Newbridge und Terenure sowie die Catholic University School, verließ sie mit 16 und trat als copy boy (Laufjunge) in den Drogheda Argus ein. Mit 19 ging er nach London, verrichtete dort mehrere Gelegenheitsarbeiten und wurde Animator im Feriencamp Butlin’s in Skegness, wo auch der britische Jazztrompeter und Autor John Chilton auftrat. Danach trat er, zunächst zusammen mit Al Page, den er im Butlin’s kennengelernt hatte, in Striptease-Clubs und während der nächsten vier Jahre als Unterhalter in Nachtclubs, Theatern und Arbeiterclubs auf. Wenn er jeweils kaum Engagements hatte, arbeitete er in einem Warenhaus in Sheffield und auch als Vertreter von Haus zu Haus für Windfänge.
Er änderte auf Anraten seines Agenten seinen Bühnennamen in „Allen“; der Agent glaubte, nur wenige Leute in England könnten den Namen „O’Mahony“ richtig aussprechen.
Allen verlor die Spitze seines linken Zeigefingers, nachdem er mit ihm in ein Maschinenzahnrad geraten war. Er erzählte in seinen Shows verschiedene Geschichten, wie das passiert sei, wie dass sein Bruder John ihn ihm abgebissen hatte, als sie kleine Kinder waren, oder dass er es selbst getan hatte, um dem Militärdienst zu entgehen. In einer seiner Shows erzählte er auch eine langatmige Geistergeschichte, an deren Ende ihn in einem dunkeln Spukhaus „etwas Böses“ attackierte, worauf er zubiss und dann bei Lichte feststellen musste, dass das Böse seine eigene linke Hand war.
Allens erster Auftritt im Fernsehen erfolgte 1959 in der BBC-Talentshow New Faces. Anfang 1962 erschien er im Vorprogramm einer Popmusiktournée mit Helen Shapiro in England, auf der auch die damals noch fast völlig unbekannten Beatles auftraten. Im selben Jahr unternahm er eine Tournée in Südafrika und trat mit dem Vaudeville-Star Sophie Tucker auf. Auf ihr Anraten machte er 1963 eine Tournée in Australien, die sofort sehr erfolgreich wurde. Er siedelte nach Australien über und moderierte auf dem Channel 9 eine Talkshow, Tonight with Dave Allen. Allerdings wurde er sechs Monate nach seinem Fernsehdébut vom Bildschirm verbannt, weil er während einer Livesendung seinen Showproduzenten aufforderte – der ihn drängte, eine Werbepause zu machen –, „zu gehen und zu masturbieren“, so dass er das interessante Interview mit Peter Cook und Dudley Moore fortsetzen könne. Der Bann wurde aber diskret wieder aufgehoben, als sich zeigte, dass Allens Beliebtheit ungebrochen war.
1964 heiratete Allen – nach einer kurzen Affäre mit Eartha Kitt – die englische Schauspielerin Judith Stott (die Ehe wurde 1983 geschieden). Der Sohn der beiden, Edward James O’Mahony (Künstlername Ed Allen), ist ebenfalls Komiker. Seine Frau wollte unbedingt nach England zurückkehren, Allen willigte ein, und die beiden siedelten Ende 1964 nach London über. Allen hatte nun eine Reihe von Auftritten bei Independent Television (ITV), darunter The Blackpool Show, Val Parnells Sunday Night at the London Palladium sowie in der BBC in der Val Doonican Show. 1967 bekam Allen dann bei ITV seine erste eigene Comedian-Show Tonight with Dave Allen, die ihm den Variety Club's ITV Personality of the Year Award einbrachte. 1969 wechselte er zur BBC, wo er die Dave Allen Show einführte. Danach folgte 1971 bis 1979 Dave Allen at Large, welche seine Art einführte, Geschichten und Witze zu erzählen, während er rauchend und trinkend auf einem Barhocker saß, unterbrochen von vorgefertigten Sketches. In dieser Zeit machte Allen auch die Dave Allen Show in Australia (1975–1977) für seinen früheren Arbeitgeber, Channel 9 in Australien. Für eine Zusammenfassung seiner Show David Allen at Large gewann er 1975 bei der Rose d’Or in Montreux, Schweiz, einem der weltweit bedeutendsten Festivals der Fernsehunterhaltung (heute in Luzern), eine Silberne Rose. Im selben Jahr hatte er sechs Auftritte im Theatre Royal in Oslo, Norwegen, die mit Begeisterung aufgenommen wurden. Dagegen war ein kurzes Gastspiel am Broadway in New York ein Misserfolg.
Nach dem Ende 1979 der äußerst erfolgreichen Show David Allen at Large begnügte sich Allen mit gelegentlichen Auftritten und unternahm nach dem tragischen Tod seines Bruders John im Jahr 1986 nochmals eine Tournée nach Australien. Damit verschwand er vorerst vom Fernsehschirm.
1990 folgte, für viele überraschend, eine Neuauflage von sechs Folgen der Show in England, nun schlicht Dave Allen genannt. Obwohl der Barstuhl noch auf der Bühne war, stand Allen nun während der ganzen Show. Seine rüde Sprache sorgte für wütende Proteste vieler Zuschauer, und die Show konnte nicht mehr an den Erfolg der früheren anknüpfen. 1993 kehrte er nochmals zu ITV zurück, wo er in seiner letzten regelmäßigen Serie Dave Allen auftrat. 1996 wurde er bei den British Comedy Awards für sein Lebenswerk ausgezeichnet.
Ende der 1990er-Jahre begab sich Allen in den Teilruhestand und hatte nur noch gelegentliche Auftritte. Unter anderem präsentierte er 1998 in der BBC seine sechsteilige Serie The Unique Dave Allen, in der er zwischen Clips und Auszügen aus seinen früheren Sendungen über seine Karriere sprach. Nun zeigte er in seinen Auftritten ein schmerzhaftes Bewusstsein des Alterns, indem er sich einerseits über die Possen der Teenager, anderseits über seine mit dem Alter schlaff gewordene Haut und die grau und weniger gewordenen, aber dafür nun in anderen, ungewohnten Körperpartien sprießenden Haare ausließ.
Allens Hobbys schlossen auch die Malerei ein, für die er sich in seinen späteren Jahren zunehmend begeisterte. 2001 fand seine erste Ausstellung, Private Views, in Edinburgh statt.
Allen machte neben seinen Arbeiten als Komiker auch mehrere ernsthafte Fernseh-Dokumentationen, darunter 1969 Dave Allen in the Melting Pot und 1974 In Search of the Great Eccentrics sowie Eccentrics at Play, alle für ITV.
Er absolvierte daneben auch eine erfolgreiche Bühnenkarriere. 1972 erschien er als Dr. Daly in Edna O’Briens Stück A Pagan Place, einer Produktion des Royal Court Theatre, sowie als Mr. Darling und Captain Hook in Peter Pan, einer Produktion des Coliseum Theatre London. 1979 spielte er einen in einer Midlife Crisis steckenden verarmten Mann in Alan Bennetts Fernsehfilm One Fine Day.
Allen verbrachte seine letzten Jahre zurückgezogen im Teilruhestand in Kensington, West-London, wo er regelmäßig Besuche von seinen engsten Freunden und seiner Familie empfing. Als Hobbymaler stellte er weiter seine Bilder aus. Das Rauchen, das er während seiner Auftritte in den siebziger Jahren öffentlich zelebriert hatte, hatte er längst aufgegeben.
Er starb am 10. März 2005 friedlich im Schlaf im Alter von 68 Jahren. Er hinterließ seine Frau Karin O'Mahony-Stark, mit der er nur 18 Monate verheiratet war, und seine drei Kinder June (* 1965), Edward (* 1968) und Cullum (* 2005).